# Ingraban Dietmar Simon
Ingraban Dietmar Simon (* 14. April 1938 in Berlin; † 12. April 2024 ebenda) war ein deutscher Jurist und Kunstsammler von Malerei, Grafik und angewandter Kunst. Er lebte in Berlin und befasste sich – an die Sammlungen seines Großvaters, des Berliner Gymnasiallehrers Konrad Simon (1860–1945), anknüpfend – mit historischen Buntpapieren, mit Strohintarsien einschließlich Strohbildern sowie mit Nadelkissen, Nadelbüchlein und weiteren dekorativen Nähutensilien zum Aufbewahren von Näh-, Stopf-, Stick-, Strick- oder Stecknadeln (Needlework Tools) und deren Symbolik. Die Buntpapier-Sammlung befindet sich heute im Deutschen Buch- und Schriftmuseum (DBSM) in Leipzig. Die Needlework Tools-Sammlung hat im Jahr 2022 das Kloster St. Marienberg in Helmstedt übernommen.

## Wirken
Einen besonderen Rang in seinem Wirken nimmt die 1989 begonnene Sammlung Strohintarsien, Strohmosaik aus dem 20. Jahrhundert ein. Sie umfasst Strohkunst aus dem 20. Jahrhundert aus über 25 Ländern in Europa, Afrika, Amerika und Asien und ist gut dokumentiert in der Deutschen Nationalbibliothek in digitalisierter Form abrufbar. Sie enthält überwiegend Exponate aus der Zeit von 1955 bis 1990. Während in den westlichen europäischen Ländern einschließlich der Bundesrepublik Deutschland unter wirtschaftlichem Aspekt in dieser Zeit die gewerbliche Herstellung von Strohintarsienarbeiten undenkbar war, blühte diese in den Staaten des Ostblocks geradezu auf. In der DDR in der Ortsnähe von Zittau: Bild und Souvenir mit geschützter Werkstatt, Neugersdorf, später Volkseigener Betrieb mit zeitweise über 220 Beschäftigten. Aber auch zum Beispiel JOSA Strohintarsien in Torgau oder R+A Steckner Strohintarsien in Leipzig. Keiner der Betriebe hat die Wendejahre 1989/1990 überlebt.
Besonders aufwendige Arbeiten sind bis 1989 in Polen hergestellt worden. Hervorzuheben sind die mit Stroh beklebten Schatullen, die Madonnenbilder aus Jasna Góra und Ansichten von Monumentalbauten. Historiografisch besonders interessant sind die Spezialgebiete der Sammlung: Kriegsgefangenenarbeiten aus dem Zweiten Weltkrieg und Arbeiten der Goralen in der Zeit des Generalgouvernements.
Im außereuropäischen Bereich der Sammlung sind als Besonderheit afrikanischer Volkskunst die Bilder auf und aus getrockneten Bananenblättern – zahlenmäßig überwiegend aus den Ländern Sambia, Kenia und Ruanda – vertreten. Am 22. Mai 2022 ist die inzwischen vom Museum der Strohverarbeitung übernommene Sammlung Strohinarsien, Strohmosaik aus dem 20. Junhundert in Twistringen eröffnet worden.
Ingraban D. Simon, der als Autor, Sammler und Ausstellungsmacher wichtige Beiträge zur Kulturgeschichte beisteuerte, lebte in Berlin-Charlottenburg/Wilmersdorf. Seine Ehefrau, die Sozialpädagogin und Mitbegründerin der Selbsthilfegruppe und Interessenvertretung von Prostituierten Hydra, Heide Simon, geboren 7. September 1939 in Stendal, starb am 31. Juli 2021 in Berlin.

## Veröffentlichungen
- Alte Buntpapiere aus dem 18. Jahrhundert und der ersten Hälfte des 19. Jahrhunderts: Privatsammlung Konrad, Berlin, Dreieich-Museum, Dreieichenhain/Eigenverlag 1999, Download Online-Ausgabe Deutsche Nationalbibliothek 2018
- Strohintarsien, Strohmosaik aus dem 20. Jahrhundert, Dreieich-Museum, Dreieichenhain/Eigenverlag 1999, Download Online-Ausgabe Deutsche Nationalbibliothek 2018
- Strohintarsien, Strohmosaik aus den 20. Jahrhundert. Bildtafeln Teil 1: Europa Download Online-Ausgabe Deutsche Nationalbibliothek 2018 sowie Bildtafeln Teil 2: Afrika, Amerika, Asien, Internationales Strohmuseum in Berlin, Dreieich-Museum, Dreieichenhain/Eigenverlag 2018 Download Online-Ausgabe Deutsche Nationalbibliothek 2018
- Symbole der Fruchtbarkeit und der Liebe: die erotische Nadel von A bis Z; needlework tools und Symbolik; ein Beitrag zur Kulturgeschichte von der Vorzeit bis zur Gegenwart, Eigenverlag Berlin 2005, ISBN 978-3-00-015158-3 Download Online-Ausgabe Deutsche Nationalbibliothek 2018
- Eva und die Nadel - Handarbeitszeug als Arbeitsgeräte, Symbole der Fruchtbarkeit und Liebe, Reiseandenken und Werbeträger (zusammen mit Heide Simon), Eigenverlag Berlin 2005, ISBN 978-3-00-015696-0 Download Online-Ausgabe Deutsche Nationalbibliothek 2018
- M. v. Othegraven - Ein Maler im 19./20. Jahrhundert mit Berliner Wohnsitz (*30. Juli 1860, Driesen; † 9. April 1924, Berlin), Eigenverlag Berlin 2019
- Bildanalyse: Jan Vermeer, „Das Milchmädchen“, „Die Dienstmagd mit Milchkrug“ (Niederländisch: De Melkmeid oder Het Melkmeisje) und weitere Entdeckungen auf dem Gemälde: Die „Eule“ und der „Narrenkopf“, Eigenverlag Berlin 2023 Download Online-Ausgabe Deutsche Nationalbibliothek 2023

## Ausstellungen (Auswahl)
- 1990: Die Erotische Nadel – Fruchtbarkeits- und Liebessymbole, Stadtmuseum Iserlohn, 3. August bis 23. September[6][7]
- 1997: Herrnhuter Papier und andere Buntpapiere, Heimatmuseums Herrnhut, 5. Oktober bis 16. November
- 1998: Fruchtbarkeits- und Liebessymbole, Sonderausstellung im Dreieich-Museum Dreieichenhain vom 25. März bis 24. Mai[8]
- 1999: Bunt und Glänzend – Alte Buntpapiere aus dem 18. und der Ersten Hälfte des 19. Jahrhunderts (Sammlung Konrad Simon, Berlin) und Strohintarsien, Strohmosaik aus dem 20. Jahrhundert (Sammlung Simon, Berlin), Dreieich-Museum Dreieichenhain, 20. Mai bis 25. Juli
- 2001/2002: Fruchtbarkeits- und Liebessymbole – Die erotische Nadel, Stadtgeschichtsmuseum Haus zum Palmbaum, Arnstadt vom 1. Dezember bis 3. März
- 2005: Eva und die Nadel - needlework tools – Handarbeitszeug als Arbeitsgeräte, Symbole der Fruchtbarkeit und Liebe, Reiseandenken und Werbeträger, Sonderausstellung im Dreieich-Museum Dreieichenhain vom 10. März bis 8. Mai